# Burpojken
Burpojken (originaltitel Murphy's boy) är en bok av Torey Hayden, från 1983 som utkom i svensk översättning 1984.
Boken handlar om en pojke som heter Kevin som inte har talat någonting alls på flera år. Han är rädd för allting och kryper under bordet med stolarna omkring sig så att det blir en bur. Han ska snart fylla 16, så Hayden kommer som en sista hjälp för att se om hon kan få honom att tala, vilket också lyckas.